# Ianuarie 2004
Acest articol este generat integral pe baza informațiilor din articolul 2004 și este actualizat periodic de un robot.
 Editările făcute în articol vor fi șterse la următoarea actualizare! Dacă doriți să faceți modificări, editați articolul-sursă.

ianuarie -
februarie -
martie -
aprilie -
mai -
iunie -
iulie -
august -
septembrie -
octombrie -
noiembrie -
decembrie
Ianuarie 2004 a fost prima lună a anului și a început într-o zi de joi.

## Evenimente

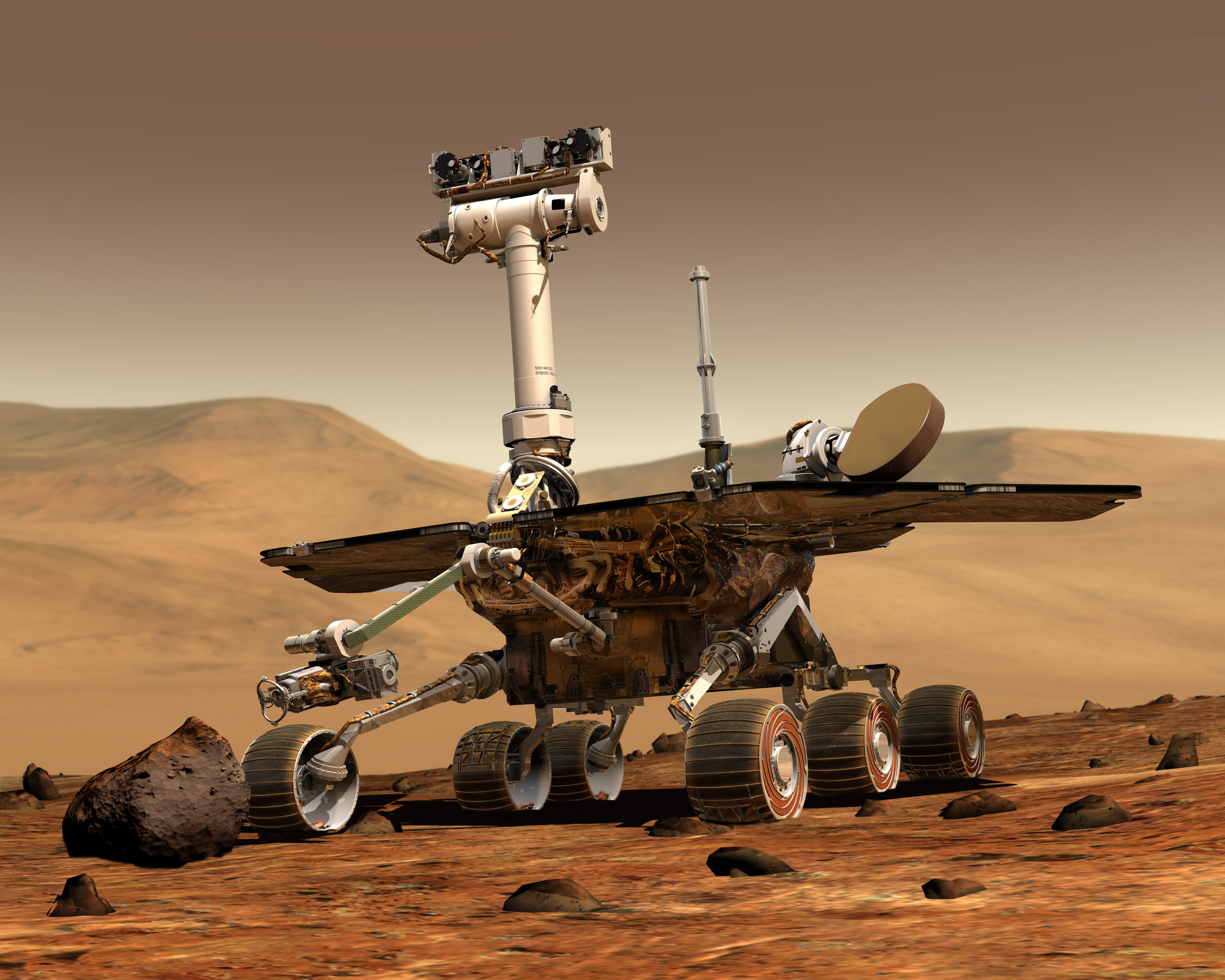
24 ianuarie: Roverul NASA Opportunity asolizează pe Marte.

- 1 ianuarie: Irlanda devine primul stat care interzice fumatul în localuri.
- 3 ianuarie: Zborul 604 al companiei egiptene Flash Airlines s-a prăbușit în Marea Roșie, în largul coastei Egiptului, ucigându-i pe toți cei 148 de persoane aflate la bord și devenind unul dintre cele mai catastrofale accidente aeriene din istoria egipteană la acea vreme.[1]
- 4 ianuarie: Mikhail Saakashvili câștigă alegerile prezidențiale în Georgia.
- 4 ianuarie: Roverul NASA Spirit asolizează pe Marte.
- 14 ianuarie: Alianța PNL-PD a fost legalizată ca urmare a deciziei Tribunalului București. Alianța va avea denumirea integrală "Dreptate și Adevăr PNL-PD".
- 24 ianuarie: Roverul NASA Opportunity asolizează pe Marte.

## Nașteri
- 10 ianuarie: Kaitlyn Maher (Kaitlyn Ashley Maher), muziciană americană
- 21 ianuarie: Prințesa Ingrid Alexandra a Norvegiei, fiica Prințului Moștenitor al Norvegiei, Haakon

## Decese
- 2 ianuarie: Mihai Ivăncescu, 61 ani, fotbalist român, (n. 1942)
- 4 ianuarie: Helena Růžičková, 67 ani, actriță cehă (n. 1936)
- 5 ianuarie: Fraydele Oysher, 90 ani, evreică basarabeană, actriță de teatru și muzică idiș (n. 1913)
- 10 ianuarie: Kira a Prusiei (n. Kira Auguste Viktoria Friederike), 60 ani, prințesă prusacă (n. 1943)
- 10 ianuarie: Alexandra Ripley, 70 ani, scriitoare americană (n. 1934)
- 13 ianuarie: Sorin Holban, 70 ani, prozator, poet român (n. 1933)
- 13 ianuarie: Tom Hurndall, 22 ani, student britanic (n. 1981)
- 15 ianuarie: Felicia Meleșcanu, 62 ani, jurnalistă română (n. 1941)
- 16 ianuarie: Niculae Cerveni, 77 ani, senator român (1996-2000), (n. 1926)
- 17 ianuarie: Czesław Niemen (n. Czesław Juliusz Niemen-Wydrzycki), 64 ani, compozitor polonez (n. 1939)
- 20 ianuarie: Alan Brown, 84 ani, pilot britanic de Formula 1 (n. 1919)
- 20 ianuarie: Gil Ioniță, 51 ani, cântăreț român (n. 1952)
- 21 ianuarie: Dinu Adameșteanu, 90 ani, arheolog italian de origine română, membru de onoare al Academiei Române (n. 1913)
- 21 ianuarie: Juan Zambudio Velasco, 82 ani, fotbalist spaniol (portar), (n. 1921)
- 22 ianuarie: Erwin M. Friedländer, 78 ani, fizician american de origine evreiască (n. 1925)
- 23 ianuarie: Helmut Newton (n. Helmut Neustädter), 83 ani, artist fotograf german (n. 1920)
- 24 ianuarie: Abdul Rahman Munif, 70 ani, romancier saudit (n. 1933)
- 24 ianuarie: Leônidas da Silva, 90 ani, fotbalist brazilian (atacant), (n. 1913)
- 25 ianuarie: Miklos Feher, 24 ani, fotbalist maghiar (atacant), (n. 1979)
- 26 ianuarie: Eva Behring, 66 ani, traducătoare germană, de etnie poloneză (n. 1936)
- 28 ianuarie: Dino Dines (n. Peter Leslie Dines), 59 ani, muzician britanic (T. Rex), (n. 1944)
- 28 ianuarie: André Van Lysebeth, 84 ani, yoghin belgian (n. 1919)
- 28 ianuarie: Joe Viterelli (n. Joseph Viterelli), 66 ani, actor american (n. 1937)
- 29 ianuarie: Augustin Deac, 75 ani, istoric român (n. 1928)
- 29 ianuarie: Otto Wilhelm Fischer, 88 ani, actor austriac de film (n. 1915)
- 29 ianuarie: Janet Paterson Frame, 79 ani, scriitoare neozeelandeză (n. 1924)
- 29 ianuarie: O. W. Fischer, actor austriac (n. 1915)
- 30 ianuarie: Ion Barnea, 90 ani, istoric și arheolog român (n. 1913)
- 30 ianuarie: Octavian Gr. Zegreanu, 65 ani, poet român (n. 1938)